# Ivo Urban
Ivo Urban (Checoslovaquia; 7 de mayo de 1931-Praga, República Checa; 22 de junio de 2024) fue un futbolista y periodista deportivo checo que jugó en la posición de defensa.
En 1956, disputó cuatro partidos con la selección checoslovaca y cinco veces con la selección B representativa. Jugó en el Slavia Praga (1943-1951, 1963-1964) y en el Dukla Praga (1952-1963), con los que ganó seis veces el título de campeón nacional (1953, 1956, 1958, 1961, 1962, 1963) y ganó la Copa de Checoslovaquia una vez (1961). Jugó 198 partidos en Liga y marcó 1 gol. Tras finalizar su carrera como jugador, se convirtió en periodista deportivo y desde 1979 trabajó en la redacción deportiva de Rudé práv (más tarde Práva). Desde 1977 fue presidente del Club de Periodistas Deportivos, después de noviembre de 1989 fue reemplazado por Pavel Vitouš del MF Dnes.

## Carrera

### Club
| Periodo   | Club            |
| --------- | --------------- |
| 1952-1963 | FK Dukla Praga  |
| 1963-1964 | SK Slavia Praga |

### Selección nacional
Jugó para Checoslovaquia en cuatro ocasiones en 1956.

## Tras el retiro
Tras finalizar su carrera como jugador se convirtió en periodista deportivo y desde 1979 trabajó en la redacción deportiva de Rudé práv (más tarde Práva). Desde 1977 fue presidente del Club de Periodistas Deportivos hasta noviembre de 1989 cuando fue reemplazado por Pavel Vitouš del MF Dnes.

## Logros
- Primera Liga de Checoslovaquia (6): 1953, 1956, 1958, 1961, 1962, 1963
- Copa de Checoslovaquia (1): 1961